# Lucien Van Impe

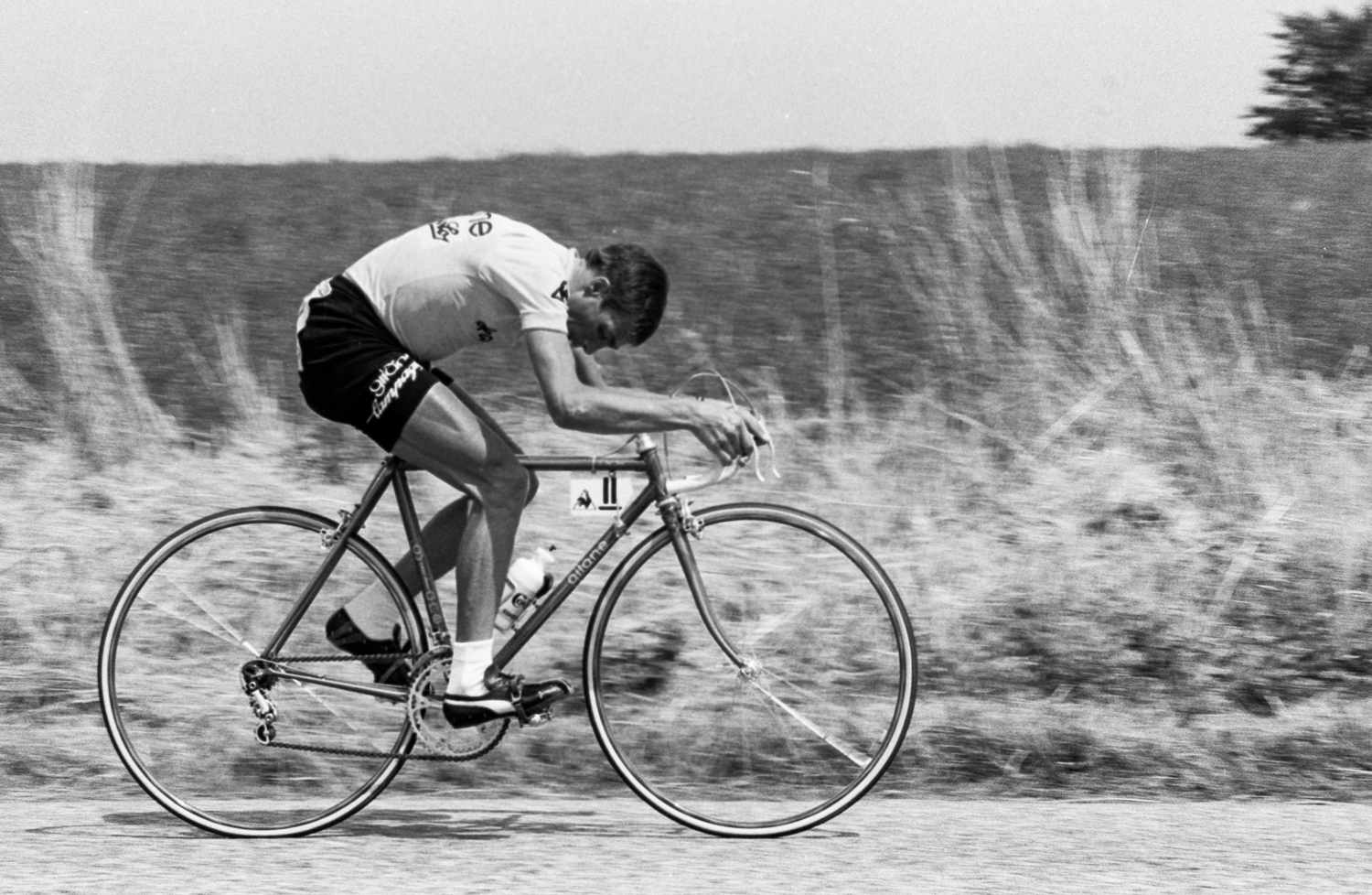
Lucien Van Impe bei der Tour de France 1976

Lucien Van Impe (* 20. Oktober 1946 in Erpe-Mere) ist ein ehemaliger belgischer Radrennfahrer.  Sein größter sportlicher Erfolg war der Sieg der Tour de France 1976.

## Karriere
Als Amateur gewann Van Impe 1968 die Bergwertung der Tour de l’Avenir. 
Van Impe begann seine Profikarriere 1969 und konnte herausragende Erfolge vor allem bei der Tour de France erzielen, die er 15-mal bestritt und jedes Mal beenden konnte. Neben seinem Sieg 1976 war er drei weitere Male auf dem Podium vertreten. Sechsmal gewann er die Bergwertung. Bei seinem dritten Bergwertungssieg 1975 war er der erste Fahrer, der mit dem Gepunkteten Trikot ausgezeichnet wurde. Außerdem gewann er insgesamt neun Etappen. 1982 und 1983 gewann Van Impe auch den Bergpreis des Giro d’Italia, das "Maglia Verde". 
Im Gegensatz zu Etappenrennen konnte Van Impe bei Eintagesrennen wenige Erfolge erzielen. Sein bedeutendster Sieg war die Belgische Straßenmeisterschaft 1983. Seine beste Platzierung bei den Klassikern war ein sechster Platz bei Lüttich–Bastogne–Lüttich 1979.
1987 beendete Lucien Van Impe seine Karriere mit einem Sieg im Kriterium in seinem Heimatort Mere. Während seiner Zeit als Radrennfahrer wurde Van Impe weder positiv auf Doping getestet noch gab er jemals den Gebrauch von Doping zu.
Im Jahr 2008 wurde Van Impe Teammanager des Radsportteams Willems Veranda.

## Palmarès (Auswahl)
- Gesamtwertung Tour de France 1976
- 9 Etappen Tour de France
- 6 × Bergwertung Tour de France (1971, 1972, 1975, 1977, 1981, 1983)
- 2 × Bergwertung Giro d’Italia (1982, 1983)
- Belgischer Straßenmeister 1983

## Grand-Tour-Platzierungen
| Grand Tour            | 1969 | 1970 | 1971 | 1972 | 1973 | 1974 | 1975 | 1976 | 1977 | 1978 | 1979 | 1980 | 1981 | 1982 | 1983 | 1984 | 1985 | 1986 |
| --------------------- | ---- | ---- | ---- | ---- | ---- | ---- | ---- | ---- | ---- | ---- | ---- | ---- | ---- | ---- | ---- | ---- | ---- | ---- |
| Vuelta a EspañaVuelta | –    | –    | –    | –    | –    | –    | –    | –    | –    | –    | 14   | –    | –    | –    | –    | –    | –    | 11   |
| Giro d’ItaliaGiro     | –    | –    | –    | –    | –    | –    | –    | –    | –    | –    | –    | –    | –    | 4    | 9    | 7    | 13   | –    |
| Tour de FranceTour    | 12   | 6    | 3    | 4    | 5    | 18   | 3    | 1    | 3    | 9    | 11   | 16   | 2    | –    | 4    | –    | 27   | –    |

## Familiäres
Sein Bruder Frank Van Impe (* 1955) war ebenfalls als Radrennfahrer aktiv.